# إدموند هورتون
إدموند هورتون (بالإنجليزية: Edmund Horton)‏ هو متزلج جماعي أمريكي، ولد في 25 مارس 1896 في سارانك ليك في الولايات المتحدة، وتوفي في 26 مايو 1944 في نيويورك في الولايات المتحدة.

## وصلات خارجية
- إدموند هورتون على موقع أوليمبيديا (الإنجليزية)